# Ray Price (baloncestista)
Ray Price, (nacido en el año 1953 en Costa Mesa, California) es un exjugador de baloncesto estadounidense. Con 2.02 de estatura, jugaba en la posición de ala-pívot

## Trayectoria deportiva

### Universidad
Jugó durante tres temporadas con los Huskies de la Universidad de Washington, en las que promedió 13,1 puntos y 6,9 rebotes, siendo entrenador por Tex Winter, entrenador ayudante de Phil Jackson y que ganaría 9 anillos de la NBA.

### Profesional
Fue elegido en la sexuagésima cuarta posición del Draft de la NBA de 1974 por New Orleans Jazz, pero no llega a debutar en la NBA. Da el salto a Europa, y en un principio prueba con el FC Barcelona, no pasa la prueba y pasa al Saski Baskonia para la temporada 1974-1975, después de un año en Vitoria donde sería el máximo anotador de la competición con 32,2 puntos, vuelve a su país para jugar al béisbol, enrolándose en los Gulf Coast Pirates, después volvería al baloncesto, y jugaría en Bélgica, Alemania, Inglaterra y Argentina.